# Phan Thị Minh Khai
Phan Thị Minh Khai (sinh ngày 19 tháng 2 năm 1974), còn được biết với cái tên Minh-Khai Phan-Thi là một diễn viên, người dẫn chương trình, và đạo diễn Đức.

## Tiểu sử
Phan Thị Minh Khai sinh ra tại Darmstadt, Hessen, là con của một gia đình trí thức người Việt tại Đức. Mẹ cô là một tiến sĩ hóa học và cha cô là một kỹ sư. Năm 4 tuổi, mẹ cô dẫn cô về Việt Nam thăm quê hương lần đầu. Năm cô 10 tuổi, gia đình dọn đến München vì cha cô tìm được việc tại đó. Sau khi tốt nghiệp trung học năm 1993, cô được khám phá và trở thành một người dẫn chương trình cho đài Kabel1 (chương trình thiếu nhi "Hugo"). Sau đó, cô làm người dẫn chương trình cho kênh âm nhạc VIVA.
Năm 1997, cô bắt đầu tham gia trong phim Jagdsaison ("Mùa săn bắn"). Cô đóng vai phụ trong phim Sonnenallee ("Đại lộ mặt trời"). Năm 2003, cô trở thành nhân vật chính gốc Á đầu tiên trong chương trình cảnh sát hình sự Nachtschicht ("Ca đêm"), với vai nữ thanh tra cảnh sát Mimi Hu.
Tuy sinh ra và lớn lên tại Đức, cô vẫn quan tâm đến cội nguồn Việt Nam. Tháng 1 năm 2003, cô đạo diễn phim tài liệu Mein Vietnam – Land und kein Krieg ("Việt Nam của tôi - Đất nước và hòa bình") về tình hình tại Việt Nam hiện nay. Năm 2007, cô xuất bản Được ở nhà – Cuộc đời tôi ở nước Đức và Việt Nam (Zu Hause sein – Mein Leben in Deutschland und Vietnam) phỏng theo phim tài liệu mà cô đã đạo diễn.
Năm 2008, cô được chọn làm một đại sứ cho Đức nhân dịp Năm Đối thoại Văn hóa Âu Châu (European Year of Intercultural Dialogue). Nhiệm vụ của cô là phát động các công dân trong 27 quốc gia Liên minh châu Âu về các ích lợi của sự đa dạng và việc trao đổi văn hóa. Từ năm 2009, cô ủng hộ Tổ chức trợ giúp phát triển ONE.
Từ năm 1998 cô sống tại Berlin. Cô cùng người bạn đời từ năm 2003 là Max Timm có một người con trai sinh vào tháng 5 năm 2005 tên là Kalani Thanh Hải. Gia đình cô theo đạo Công giáo nhưng cô đã cải đạo và theo Phật giáo trên 20 năm qua.

## Hoạt động

### Phim
- 1997: Gehetzt - Der Tod im Sucher
- 1998: Sonnenallee
- 2000: Ein göttlicher Job
- 2001: Planet der Kannibalen
- 2001: Hinh Bóng
- 2001: 99 Euro Films
- 2003: Kalte Freiheit

### Chương trình truyền hình
- 1995: Tatort: Frau Bu lacht
- 1997: Jagdsaison
- 1998: Gehetzt – Tod im Sucher
- 2000: Rette Deine Haut
- 2001: Herz oder Knete
- 2001: Die Novizin
- 2001: Tatort – Lastrumer Mischung
- 2002: Nachtschicht – Amok!
- 2003: Nachtschicht – Vatertag
- 2004: Typisch Mann – Fenster zum Hof
- 2005: Nachtschicht – Tod im Supermarkt
- 2006: Nachtschicht – Der Ausbruch
- 2006: Ein starkes Team – Stumme Wut
- 2007: Nachtschicht – Ich habe Angst
- 2007: Post Mortem (2. Staffel)
- 2009: Nachtschicht – Blutige Stadt
- 2009: Nachtschicht – Wir sind die Polizei
- 2010: Nachtschicht – Das tote Mädchen
- 2011: Nachtschicht – Ein Mord zu viel
- 2011: Der Kriminalist – Tod eines Begleiters
- 2011: Polizeiruf 110 – Die verlorene Tochter
- 2011: Männer ticken, Frauen anders
- 2011: Küstenwache − Das perfekte Alibi
- 2012: Nachtschicht – Reise in den Tod

### Dẫn chương trình
- 1994–1996: Die Hugo-Show (Kabel1)
- 2004–2006: Foyer (3sat/ZDF)
- 2004: Movimentos Gala

### Sách và đạo diễn
- 2003: Mein Vietnam – Land und kein Krieg (đạo diễn)
- 2003: Zu Hause sein: Mein Leben in Deutschland und Vietnam (sách)